# Pedagogia linguistica
La Pedagogia Linguistica è la disciplina che si avvale dello studio della lingua straniera per giungere alla migliore formazione culturale, intellettuale e morale del discente. 
Contrariamente alla glottodidattica che ha come fine l'apprendimento della lingua straniera come possibilità comunicativa, la Pedagogia Linguistica considera lo studio di una lingua, propria o straniera che sia, un mezzo didattico, non il fine primario del suo insegnamento. 
La metodologia della Pedagogia Linguistica nasce dal postulato che ogni lingua si forma all'interno di una determinata cultura e che ogni cultura richiede una propria lingua per potersi esprimere coerentemente.  La comprensione dell'aspetto strutturale e culturale della lingua, sia come condizione sociale, sia come espressione idiolettica permette di comprendere non solamente quanta diversità linguistica possa apparire nell'enunciazione dello stesso pensiero, ma pure quanta diversità culturale sia presente anche nell'uso della stessa lingua. 
L'analisi del linguaggio che la Pedagogia Linguistica promuove permette di comprendere come mai la semplice codificazione formale di una lingua, senza riconoscerne la cultura di formazione, possa produrre negativi effetti sociali, dall'incomprensione all'intolleranza, dal disprezzo alla violenza.  Parole come guerra, libertà, rivoluzione o democrazia si ritrovano, nelle attuali società per diversa condizione culturale, alla base di incontrollati comportamenti ideologici. La delucidazione linguistica e culturale di tali parole a forte impatto emotivo permette di comprendere meglio le cause dei vari e contrastanti comportamenti sociali dell'uomo.